# Griegos de Egipto
Los griegos de Egipto, o egipciotas (griego moderno, Έλληνες της Αιγύπτου o Αιγυπτιώτες), fueron aquellas poblaciones griegas que emigraron y vivieron en Egipto desde la antigüedad y hasta la década de 1960.
La presencia de griegos en el antiguo Egipto se remonta a la época de la colonización griega, siendo importante en la zona del Delta del Nilo al menos desde el siglo VII a. C. (Naucratis). La presencia se incrementó con la conquista de Egipto por Alejandro Magno, la fundación de Alejandría y el establecimiento del reino helenístico de los Ptolomeos, que se mantuvo hasta la conquista romana. La helenización de la mitad oriental del Imperio romano (luego llamado Imperio bizantino), a la que pertenecían tanto Egipto como Grecia, suponía una gran fluidez de relaciones entre ambas zonas. La presencia de griegos en Egipto continuó tras la conquista musulmana (siglo VII d. C.), aunque sometida a un proceso de identificación, bien con la comunidad islámica o bien con la comunidad cristiana (coptos), de modo que para el siglo XII los egipcios de origen griego se habrían asimilado en la práctica a una o a la otra. Cuando tanto Egipto como Grecia volvieron a pertenecer a la misma entidad política con la expansión del Imperio turco (Eyalato de Egipto desde el siglo XVI), se establecieron nuevamente comunidades griegas en Alejandría y otras ciudades egipcias.
Desde el siglo XIX, los griegos de Egipto disfrutaron de un gran poder económico y político, y desempeñaron un papel destacado en la modernización y secularización del país. La población de la comunidad alcanzó su máxima cota en torno a 1940, cuando contaba con unos 250.000 habitantes. La llegada del régimen de Náser en 1953 y la introducción de reformas que reconfiguraban el Estado egipcio provocaron la emigración de la mayoría de los egipciotas a lo largo de las dos siguientes décadas. En la actualidad, la comunidad griega de Egipto cuenta con unos 5.000 miembros, concentrados principalmente en Alejandría y El Cairo.

## Antigüedad
Los griegos tuvieron presencia en Egipto desde por lo menos el siglo VII a. C. Heródoto, que visitó el Antiguo Egipto en el siglo V a. C., afirmó que los griegos fueron uno de los primeros grupos de extranjeros en establecerse allí. Diodoro Sículo recoge historias mitificadas que atribuyen al rodio Actis, uno de los helíadas, la fundación de la ciudad de Heliópolis; y a un grupo de atenienses la de la ciudad de Sais. Tal mito cuenta que las ciudades fundadas por los griegos en Egipto fueron destruidas por un cataclismo, mientras que las egipcias sobrevivieron, reconstruyéndose posteriormente Heliópolis y Sais como ciudades egipcias.

### Primeras colonias históricas
Según Heródoto (ii. 154), el rey Psamético I (664–610 a. C.) estableció una guarnición de mercenarios extranjeros en Tahpanhes, principalmente griegos carios y jonios.
En el siglo VII a. C. se fundó Náucratis, ubicada en el brazo canópico del Nilo, a 72 km del mar abierto. Fue la primera y, durante gran parte de su historia inicial, la única colonia griega permanente en Egipto, actuando como un nexo simbiótico para el intercambio de arte y cultura griega y egipcia.
Más o menos en la misma época, la ciudad de Heracleion, más próxima al mar, se convirtió en un puerto importante para el comercio entre Grecia y Egipto. Tenía un famoso templo dedicado a Heracles. Siglos más tarde se hundió en el mar, siendo descubierta por la arqueología moderna.
Los ejércitos mercenarios griegos de Egipto desempeñaron un papel importante en algunas guerras egipcias y persas. Entre los líderes militares griegos, que alcanzaron gran influencia política, estuvieron Fanes de Halicarnaso (siglo VI a. C.) y Mentor de Rodas (siglo IV a. C.)

### Período helenístico

#### Alejandro Magno (332–323 a.C.)

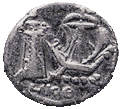
Reverso de un tetradracma con el Faro de Alejandría, 189 a. C.

Alejandro Magno conquistó Egipto en uno de sus primeros logros. Respetuoso con las religiones y costumbres faraónicas, fue proclamado faraón, con lo que ello suponía de divinización. Fundó la ciudad de Alejandría. Tras su muerte (323 a. C.) su imperio fue dividido entre sus generales (los diádocos), correspondiendo Egipto a Ptolomeo I Sóter, cuyos descendientes constituyen la última dinastía egipcia, compuesto exclusivamente por griegos étnicos, terminando con la famosa Cleopatra. Esos últimos siglos de la milenaria civilización egipcia tuvieron su centro y capital en la muy griega ciudad de Alejandría. Ptolomeo incrementó su legitimidad al hacerse con el cadáver de Alejandro, que mandó colocar en un sarcófago de oro en Alejandría; el destino final de ese monumento funerario es uno de los grandes misterios de la arqueología, y no se ha aclarado; quizá fue destruido en los tumultos del siglo III d. C.

#### Dinastía ptolemaica (323–30 a.C.)

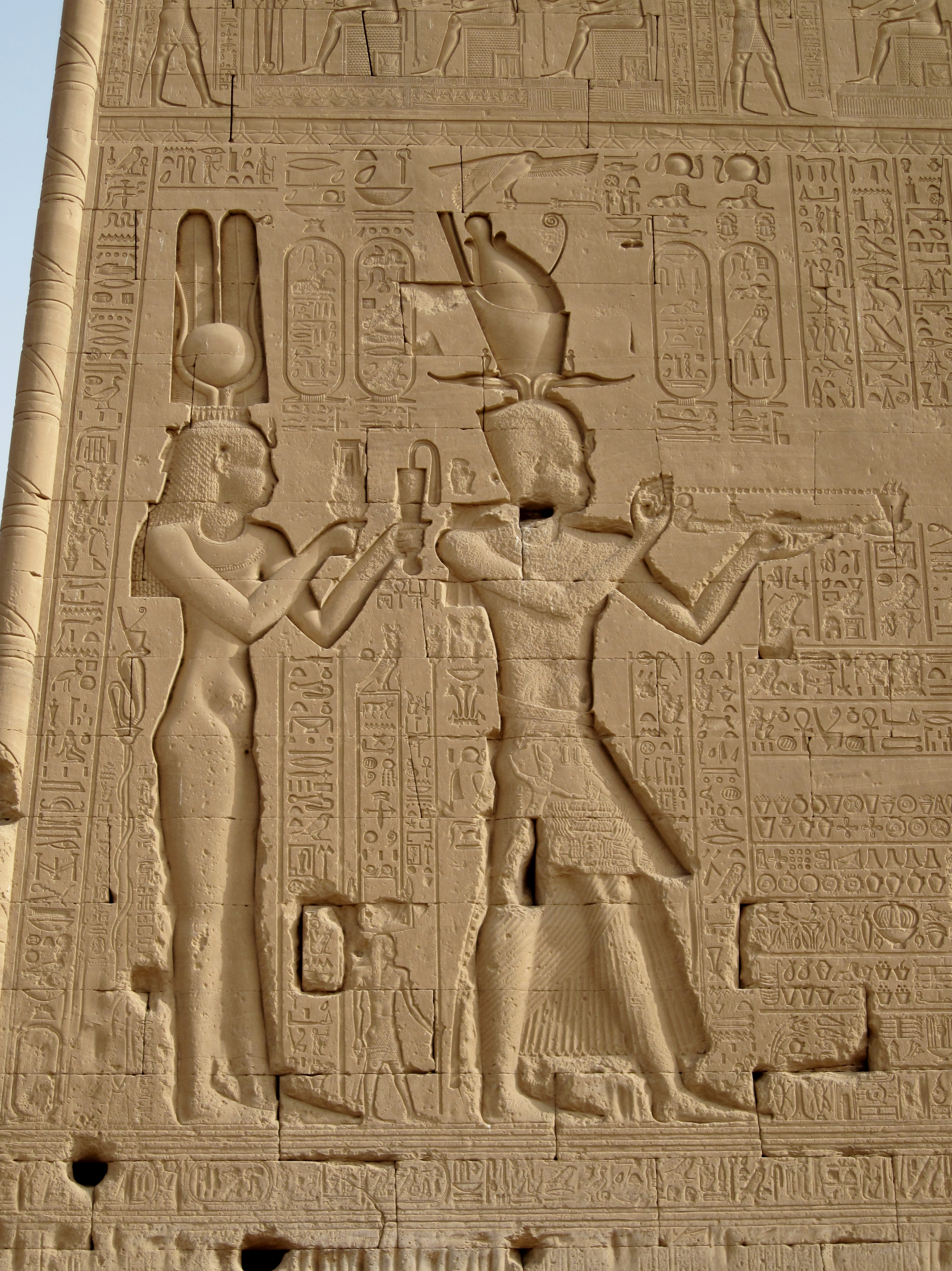
Cleopatra y su hijo Cesarión.

El objetivo inicial del reinado de Ptolomeo era establecer límites firmes y amplios para su recién adquirido reino, lo que le llevó a una guerra casi continua contra los otros miembros importantes del círculo de Alejandro, y a ocupar en ocasiones Chipre e incluso zonas de la Grecia continental. Al final de las guerras, había quedado firmemente bajo su control Egipto, mientras que la región de Palestina la mantenía en disputa con la dinastía seleucida. Ptolomeo se hizo llamar rey de Egipto desde el 306 a. C. Cuando abdicó en favor de uno de sus hijos (285 a. C.), la dinastía ptolemaica estaba bien asegurada. Ptolomeo y sus descendientes, en su propio beneficio, mostraron respeto a las tradiciones más queridas de Egipto, las religiosas.
Alejandría se convirtió en el centro del mundo griego y helenístico; tanto en el comercio como en el arte y la ciencia. El Faro de Alejandría fue una de las siete maravillas del mundo antiguo; y la Biblioteca de Alejandría, durante el reinado de Ptolomeo II Filadelfo, se convirtió en la mayor del mundo, condición que mantuvo hasta su destrucción. El último faraón fue una princesa griega, Cleopatra VII, que se suicidó en el año  30 a. C., un año después de la batalla de Actium.

### Egipto romano y bizantino
Bajo el dominio romano, Egipto alojó varios asentamientos griegos, concentrados principalmente en Alejandría, pero también en algunas otras ciudades, donde colonos griegos vivían entre los egipcios nativos (la gran mayoría de una población de entre siete y diez millones de habitantes). Los primeros habitantes griegos de Fayum eran soldados veteranos y cleruchs (oficiales de élite) que fueron establecidos por los reyes ptolemaicos en tierras recuperadas. También se establecieron en la misma zona egipcios nativos procedentes del Delta del Nilo, del Alto Egipto, Oxirrinco y Menfis, para realizar los trabajos de recuperación de tierras, como atestiguan los antropónimos, cultos locales y papiros recuperados. Se estima que hasta el 30% de la población de Fayum era griega durante el periodo ptolemaico, siendo el resto egipcios nativos. En el periodo romano gran parte de la población de Fayum considerada griega era de origen mixto o egipcios nativos helenizados. En la época del emperador romano Caracalla (siglo II d. C.), se recoge que los egipcios étnicamente "genuinos" podían ser fácilmente diferenciados de los griegos de Alejandría "por su discurso".

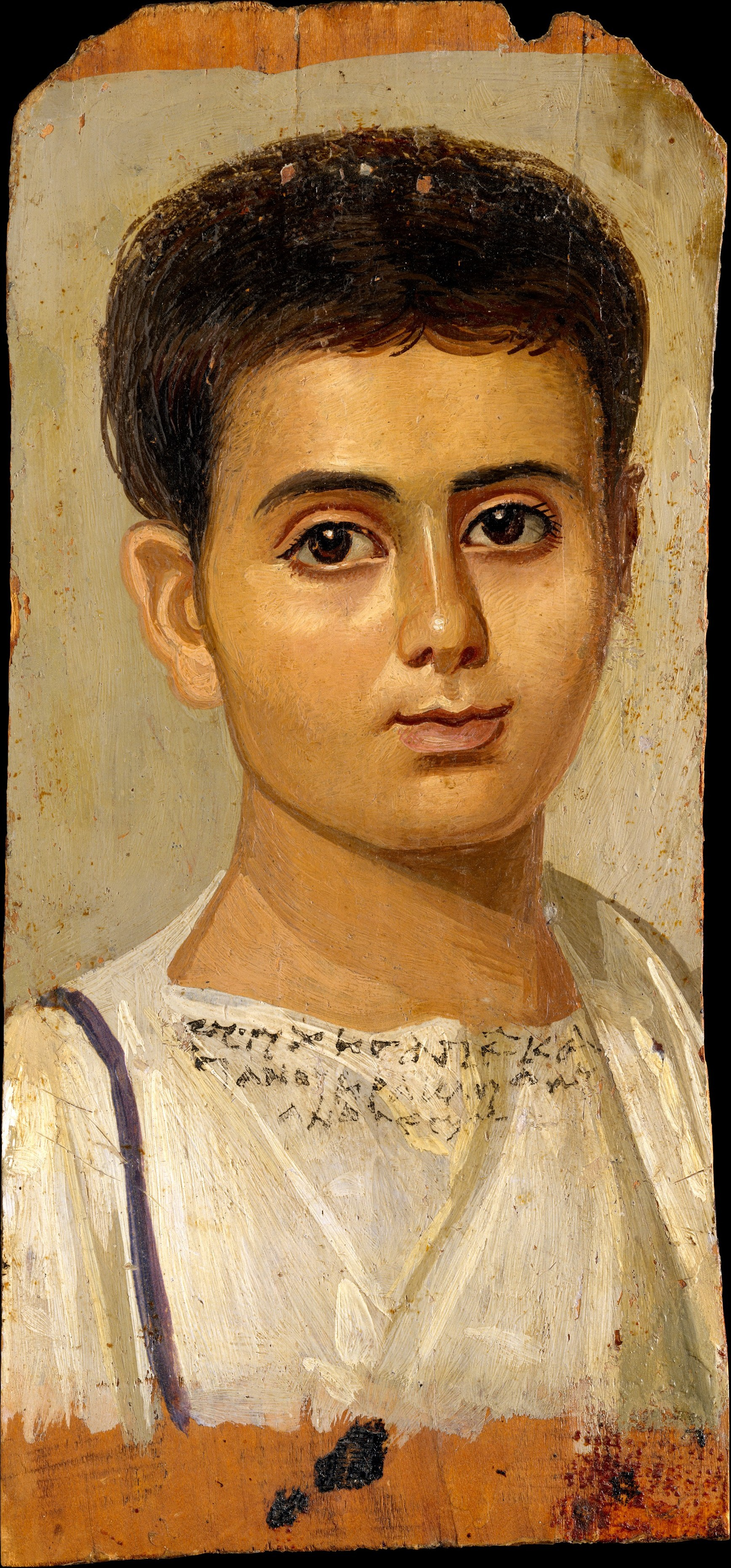
Uno de los Retratos de El Fayum, que representa a un niño del, identificado por una inscripción como Eutiques.

Comúnmente se acredita que los Retratos de El Fayum representan a griegos de Egipto, en un ejemplo de la compleja síntesis de la cultura egipcia predominante y de la cultura griega de la élite de la ciudad. Según Walker, los primeros colonos griegos ptolemaicos se casaron con mujeres locales y adoptaron la religión egipcia; y en época romana sus descendientes eran vistos como egipcios por los gobernantes romanos, a pesar de su propia autopercepción como griegos. La morfología dental de las momias de El Fayum del período romano se comparó con las poblaciones egipcias anteriores, comprobándose quera mucho más parecida con estas que con las de otras poblaciones de griegos europeos. Victor J. Katz observa que "las pesquisas en papiros datados en los primeros siglos de la era común demuestran que se produjo una cantidad significativa de matrimonios mixtos entre las comunidades griega y egipcia".

## Egipto árabe y otomano
La expansión musulmana de los siglos VII y VIII significó la ruptura de unidad del Mediterráneo (tesis de Henri Pirenne) y el aislamiento de la comunidad griega de Egipto del Imperio bizantino. Reducidos a condición de dhimmi, los griegos de la comunidad cristiana melquita continuaron teniendo sus autoridades religiosas (destacadamente, el obispado de Alejandría), pero en los siguientes siglos se fue produciendo una progresiva asimilación, bien con la comunidad cristiana de los egipcios nativos (coptos) o bien con la creciente comunidad de conversos al Islam, hasta llegar a una práctica desaparición en el siglo XII.

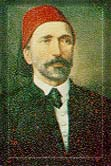
Raghib Pasha] (c. 1819–1884), un griego secuestrado de niño, esclavizado y convertido al Islam, llegó a primer ministro de Egipto.

Tras la conquista turca de Egipto en el siglo XVI (Eyalato de Egipto), se produce una renovación de los contactos entre Grecia y Egipto. La cultura griega y su influencia política continuaron, e incluso alcanzaron alguno de sus más importantes momentos, bajo el califato otomano, durante el cual muchos sultanes y pachás (tanto en todo el Imperio como en Egipto particularmente) tuvieron ascendencia griega. Griegos notables de Egipto durante el periodo otomano fueron el gobernador de Egipto Damat Hasan Pasha (1658-1713, procedente de Morea) o Raghib Pasha (1819–1884, nacido en Grecia de padres griegos), que llegó a primer ministro de Egipto, o Pargalı İbrahim Paşa, gran visir de Solimán el Magnífico de 1520 a 1566.
Muchos musulmanes griegos de Creta (que suelen recibir la confusa denominación de "turcos cretenses") fueron reasentados en Egipto, Libia, Líbano y Siria por el sultán Abdul Hamid II tras la Guerra Greco-Turca (1897), que concluyó con la autonomía de Creta (por ejemplo, la aldea musulmana de al- Hamidiyah, en Siria, con la mayor parte de la población de origen cretense).

## Edad Contemporánea

### SigloXIX
Los primeros indicios de una presencia griega relevante en el Egipto de la era moderna datan de principios del siglo XIX, y se experimentó un mayor impulso con las reformas y los proyectos de modernización de Mehmet Alí, con las obras del canal de Suez y con la demanda occidental de algodón egipcio como consecuencia de la guerra civil estadounidense. Esto último, unido al fracaso, en última instancia, de los planes de modernización de Mehmet Alí, dio comienzo a un periodo marcado por una economía orientada exclusivamente a la exportación, con Egipto integrado en el sistema económico mundial como unidad agrícola. Este papel del país en la economía internacional fue crucial para la configuración de una estructura social piramidal: en la cúspide, una élite dominante compuesta por un pequeño, aunque extremadamente poderoso, grupo de egipcios y extranjeros que controlaban la economía como exportadores y comerciantes de algodón, terratenientes, banqueros y financieros, seguida de una burguesía industrial poco numerosa, una pequeña burguesía prominente, una clase trabajadora industrial limitada y un amplio grupo de campesinos o fellahs. Dedicados a unas actividades centradas en el sector algodonero, con unas prácticas a menudo especuladoras y desempeñando el papel de intermediarios entre los mercados europeo y egipcio, los extranjeros de la élite del país constituían una burguesía cuyos intereses estaban íntimamente ligados al capital extranjero.
Entre las numerosas comunidades extranjeras que configuraron el entramado social de Egipto desde la época de Mehmet Alí hasta los años de la descolonización, la griega fue la última en abandonar el país. Durante el siglo XIX, aparecían las primeras asociaciones y clubes organizados por griegos egipciotas, y empezaban a publicar sus obras personalidades del helenismo moderno de Egipto como Constantino Cavafis o Constantino Parcenis. Más tarde, a finales de siglo, muchos griegos musulmanes de Creta (conocidos a menudo como turcos cretenses), fueron reasentados en Egipto, Libia, Líbano y Siria por el sultán Abdul Hamid II tras la guerra greco-turca de 1897, que dio lugar a la autonomía de Creta. La comunidad griega de El Cairo se fundó oficialmente en 1856, después de establecerse y organizarse alrededor del patriarcado, situado en Ḥaret ar-Rūm, cerca de la iglesia de San Nicolás.
La quinótita (en griego: κοινότητα, comunidad) alejandrina, fundada en 1870, se situaba en torno a la iglesia y el monasterio de Agios Savvas. En la misma zona había una casa de huéspedes para viajeros griegos, un hospital griego y más tarde una escuela griega. El obispo ortodoxo se encontraba en Damieta, en la iglesia de San Nicolás de Mira. Además de la de El Cairo y la de Alejandría, a lo largo de la segunda mitad del siglo XIX se establecieron otras quince comunidades egipciotas en ciudades más pequeñas, sobre todo en los alrededores de estos dos centros urbanos: El Mansurá (1860), Zaqaziq (1870), Tanta (1880), Suez (1888). En el Alto Egipto, la comunidad griega más antigua era la de Minas, fundada en 1862.

### SigloXX
Con el declive gradual de la economía egipcia orientada al mercado algodonero, comenzó a desarrollarse un pequeño sector industrial que continuaría creciendo durante el período de entreguerras. Hasta la Segunda Guerra Mundial, y durante su transcurso, los principales inversores en las industrias locales fueron residentes extranjeros en Egipto, quienes, en respuesta a una demanda de bienes de fabricación local, recondujeron sus actividades hacia una industrialización centrada en la importación. La prosperidad de las industrias extranjeras durante la guerra no tardó en atraer la atención de los empresarios egipcios, originando así lo que se ha llamado la "ideología del nacionalismo económico" y una incipiente "burguesía doméstica" o nacional compuesta tanto por extranjeros como por egipcios.

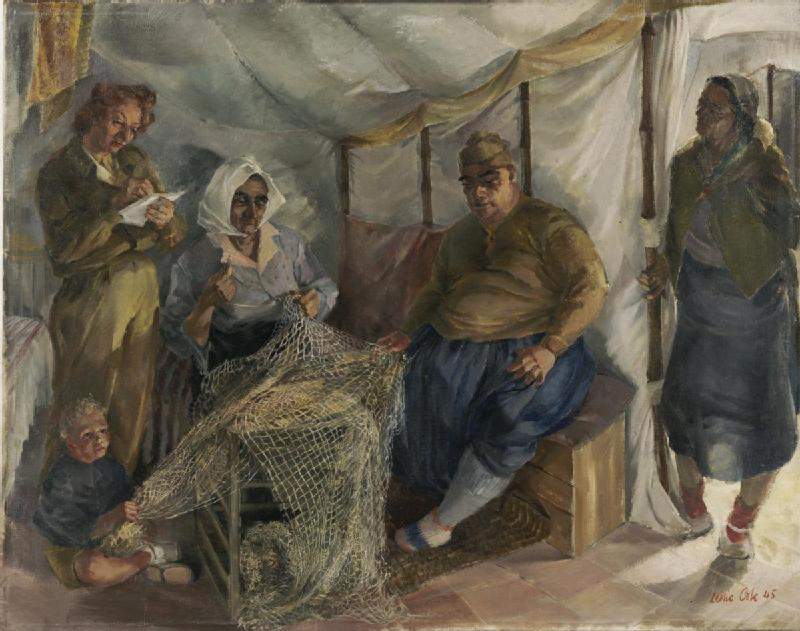
Una familia refugiada de la isla griega de Samos es atendida en el campamento de Moses Wells en 1945

En 1907 el censo oficial registró 62.973 griegos en Egipto, y en 1920 el número de egipciotas rondaba los 200.000. Veinte años más tarde, en 1940, la comunidad había crecido entre 50.000 y 100.000 habitantes. Durante las guerras de los Balcanes en Grecia, las comunidades griegas de Egipto enviaron muchos voluntarios, establecieron hospitales y acogieron a familias de Grecia. Durante la Segunda Guerra Mundial, más de 7.000 griegos de la minoría lucharon con los aliados en Oriente Medio contra las fuerzas del Eje, con 142 muertos en sus filas. Su contribución económica ascendió a 2.500 millones de libras egipcias. Tras la crisis de Suez, los trabajadores británicos y franceses se marcharon, mientras que los griegos se quedaron.

## Perfil sociocultural de la comunidad egipciota

### Comunidad griega y cosmopolitismo egipcio
Las comunidades extranjeras europeas del país fueron numerosas: griega, italiana, francesa, británica, rusa, belga y alemana. Entre ellas, la comunidad griega fue siempre la más numerosa, seguida, en este orden, por la italiana, la británica y la francesa que, al igual que la griega, alcanzaron su cota máxima en la década de 1920.
Al menos hasta la Segunda Guerra Mundial, la imagen de un mosaico (de culturas, nacionalidades y grupos étnicos) se ha empleado con frecuencia para referirse a Egipto y, sobre todo, a Alejandría, su ciudad más cosmopolita, más "europea", más próspera y glamurosa. Ha servido como el soporte retórico de una celebrada convivialité alejandrina, supuestamente ejemplar y modélica, de una supuesta armoniosa coexistencia multicultural. Sin embargo, diferencias en la composición social interna, en el perfil ideológico concreto, y diferencias, sobre todo, en el peso económico y político específico de cada una de las comunidades extranjeras, apuntan menos a un armonioso mosaico o una feliz convivialité que a una estructura de relaciones de poder muy desiguales. Apuntan a una realidad muy compleja, más aún si, en lugar de considerar esas comunidades extranjeras como burbujas de élite en el vacío, las colocamos en su verdadero contexto, que no es otro que la perniciosa lógica del sistema de capitulaciones y los efectos reales de un sistema de facto colonial.
Kitroeff ha descrito como "una especie de sociedad dentro de otra sociedad". De las cuatro comunidades extranjeras más grandes de Egipto, la griega ostentó el nivel más alto de endogamia. Según cifras de 1936, de los 628 casamientos en los que había al menos una persona de ciudadanía griega, el 51,75 por ciento fue entre parejas en las que ambos cónyuges eran griegos, mientras que el mayor número de matrimonios mixtos con no griegos fue con personas de ciudadanía egipcia y de ascendencia griega en la mayoría de los casos. El alto nivel de endogamia, que demuestra la tendencia de griegos de todos los estratos sociales a buscar pareja dentro de la comunidad o en sus ciudades o pueblos de origen, y que sin duda fue avivada por la extendida práctica de los matrimonios pactados, también indica un alto grado de introversión.

#### El sistema de capitulaciones
Εl sistema de capitulaciones garantizaba derechos y privilegios vinculados a la nacionalidad extranjera de origen, por una parte, y el discurso nacionalista conservador de los notables griegos, por otra, fueron clave en la construcción y en la reproducción de una identidad étnica basada en la percepción de un "interés común". Heredadas del pasado otomano de Egipto, en el que los sultanes reconocieron a catorce países, incluida Grecia, como "potencias capitulatorias" (capitulatory powers), las llamadas capitulaciones eran un complejo acervo de normas que regulaban el estatus de los residentes extranjeros, a los que conferían derechos extraterritoriales y privilegios de extraordinario peso (inmunidad ante los impuestos, inviolabilidad del domicilio, impunidad de arresto y exención de la legislación y la jurisdicción nativas, entre otros), lo que redundó en la creación de los llamados "tribunales mixtos".

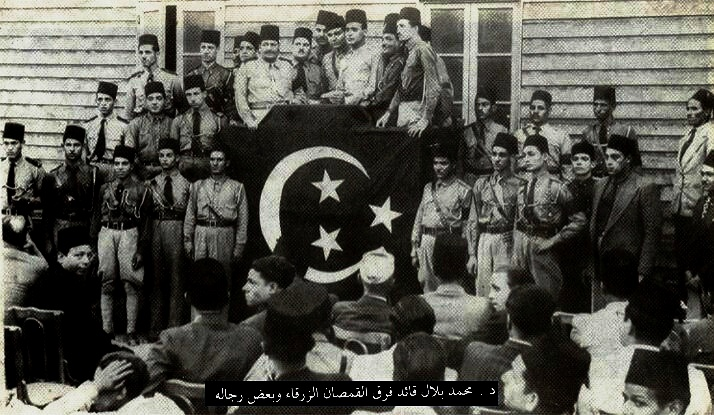
Consejo de líderes del partido nacionalista egipcio Wafd

Como era lógico, los efectos y consecuencias de este sistema de privilegios fueron tan importantes para las comunidades de residentes extranjeros como para el país en general. Más allá de su naturaleza procazmente discriminatoria, que con el tiempo iba a traducirse en un resentimiento entre los egipcios, el sistema fue impuesto con el fin primordial de facilitar la penetración capitalista en Oriente, promocionar los intereses económicos de los países europeos en el extranjero y proteger las actividades comerciales de las comunidades. La complicidad de la clase dominante egipcia con los intereses de la privilegiada población extranjera fue clave en impedir que el sistema de las capitulaciones fomentara, una división bipolar en la población. Además, al proporcionar un marco legal que, en principio, amparaba a todos los extranjeros por igual, las capitulaciones fomentaron un cierto sentimiento de "comunidad" entre los residentes europeos, en nombre de un interés aparentemente común y general: la salvaguarda de los derechos y privilegios que el sistema de capitulaciones, según su concepción original, debía proporcionar y asegurar.
Ante la amenaza que suponía el aumento del apoyo popular al Wafd, los gobiernos egipcios anglófilos y Gran Bretaña vieron un terreno común de cooperación en el único de los "cuatro puntos de reserva" de la declaración que no afectaba seriamente a sus intereses en común: la cuestión de la protección de los extranjeros. Las negociaciones sobre este asunto erigieron a Gran Bretaña como "el factor más importante en lo concerniente al futuro de las comunidades extranjeras de Egipto". Al sacar partido de su posición de poder en Egipto, Londres se autoproclamó el garante de los derechos y de la seguridad de los extranjeros, hallando así un medio de protegerse frente a la posibilidad de que la inmunidad ante la legislación local permitiera a cualquier potencia extranjera utilizar a su comunidad extranjera para minar los intereses británicos en el país.
Así, durante más de una década, la diplomacia británica consiguió no sólo contener la independencia egipcia, sino también controlar los asuntos internacionales por medio de la negociación unilateral de los detalles técnicos de la abolición de los privilegios extranjeros. En este tiempo, la comunidad griega y, en particular, sus sectores más vulnerables en lo económico miraban a Gran Bretaña con esperanzas. La firma del Tratado anglo-egipcio de 1936, con el nacionalista an-Nahhas como primer ministro, confirmó el sentimiento griego de decepción. La Conférence des Capitulaires celebrada
en Montreux en 1937 abrió el camino para la aplicación gradual de la legislación egipcia a los extranjeros y suscitó el final, durante tanto tiempo postergado, de un periodo de privilegios extraordinarios. Gran Bretaña, sin embargo, se reservó el derecho a intervenir en caso de emergencia y se aprovechó de ello durante la Segunda Guerra Mundial, mientras que la abolición efectiva de las capitulaciones no se produjo hasta 1949.

##### Relaciones greco-italianas
La comunidad italiana, la segunda en cuanto a peso demográfico y de una composición social tan diversa como la griega, compartió con los egipciotas lugares de trabajo y de residencia y propició un mayor contacto entre las dos comunidades. En su estudio, Owen las trata conjuntamente y observa que, pese a suponer "el mayor elemento de población europea", estas comunidades "nunca recibieron de los administradores británicos del país un apoyo suficiente como para facilitarles acceso privilegiado a las tierras o poder para institucionalizar un mercado laboral fragmentado de un modo que les reportara mayores ingresos".
Ambas comunidades mantuvieron fuertes vínculos con sus respectivas naciones de origen y ambas consideraron necesario organizar una amplia red de organizaciones de carácter marcadamente étnico que contribuyese al fortalecimiento y a la reproducción de la identidad nacional y de las relaciones interclasistas internas. Sin embargo, mientras que el Estado griego sufrió, a partir de 1922, un relativo debilitamiento de su influencia al menos política, si no cultural, la comunidad italiana siguió bajo una fuerte tutela diplomática del Estado italiano; tutela que se intensificó con la ascensión al poder de Mussolini y que dio sus frutos cuando al régimen le interesó incluir a italianos expatriados en su ideología fascista. Así, la expansión del fascismo y la amplia acogida del concepto de mare nostrum entre los italianos de Egipto, combinada con el resentimiento griego por la ocupación italiana de las islas del Dodecaneso, acabaron por minar durante esos años la buena convivencia entre las dos comunidades.

## Instituciones helénicas
Si bien las capitulaciones proporcionaban y garantizaban un marco general de derechos y privilegios para la totalidad de los residentes extranjeros en Egipto, correspondía a cada una de las potencias capitulatorias en particular, en su calidad de representante, negociar con el gobierno egipcio y proteger los intereses de sus propios nacionales. De este modo, la creación de lazos institucionales entre cada una de las comunidades extranjeras y su país de origen se hizo inevitable. Esta lógica hizo a la comunidad egipciota dependiente en cuestiones de seguridad y de estatus de una Grecia metropolitana con poder insuficiente en comparación con el de otras metrópolis, especialmente después de la crisis que sufrió el Estado griego en 1922.

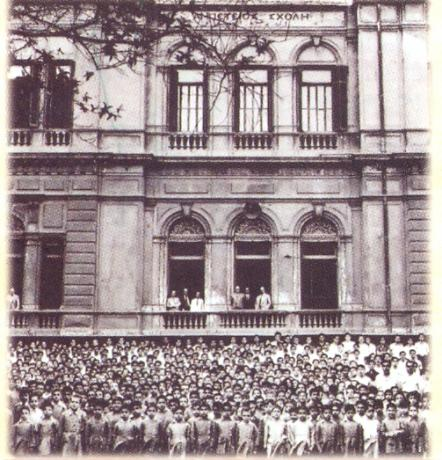
Estudiantes de la escuela Ambetios en El Cairo

En el marco del "Gran Ideal" (Μεγάλη Ιδέα) promovido durante el primer cuarto del siglo XX, las instituciones consulares griegas desempeñaron un papel crucial a la hora de asegurarse la generosa financiación de capitalistas griegos notables para la construcción de obras públicas, tales como hospitales, escuelas, carreteras, museos o bibliotecas. Así, incluso después del "desastre" de 1922 y del subsecuente cambio de rumbo en la política exterior griega, el consulado no se limitó a funciones estrictamente diplomáticas, y mantuvo un papel activo en la vida comunitaria, especialmente a través del control de las escuelas griegas.

### Educación
Al igual que la italiana, la comunidad griega se preocupó desde su asentamiento en Egipto por establecer una red de asociaciones marcadamente étnicas o mecanismos ideológicos orientados a construir, mantener y fortalecer la cohesión de la comunidad mediante la identidad cultural. Así, mientras las escuelas británicas y francesas, por ejemplo, estaban abiertas a todos los niños, independientemente de su nacionalidad o religión, y cultivaban una imagen laica y cosmopolita, las escuelas griegas, incluidas las independientes de la Iglesia ortodoxa griega, se caracterizaban por un acercamiento a la educación de un marcado color étnico, con especial énfasis en la enseñanza del griego antiguo y de las prácticas religiosas greco-ortodoxas.
Diseñadas a tenor del sistema educativo griego, las escuelas egipciotas atendían a los planes de estudios implantados con la instauración del Estado heleno, y basados en el alemán de corte romántico-nacionalista. En palabras de Dimarás, aquel sistema educativo estaba "por aquel entonces fuertemente influido por una admiración hacia el pasado clásico, [y que] los griegos no tenían dificultad en aceptar, pues también servía a su deseo de recobrar su identidad nacional y reforzar los vínculos con sus gloriosos ancestros".

## Perfil socioeconómico

### Estructura social y contexto ideológico
La estructura social de la comunidad egipciota, desde mediados del siglo XIX hasta el estallido de la Segunda Guerra Mundial, evolucionó hacia una estructura romboide: un grupo reducido y muy poderoso en la cima, seguido de una pequeña burguesía mucho más numerosa y diversificada y, por último, una reducida clase trabajadora urbana en la base. La riqueza, la autoridad y el poder efectivo del primero de esos grupos sociales procedían de su pronta conexión con la economía algodonera egipcia, pues se trata de aquel grupo de terratenientes, exportadores de algodón y banqueros que establecieron los cimientos de la presencia griega en Egipto y que formaban parte de la "burguesía compradora" europea o "burguesía levantina" que dominó la economía egipcia hasta que el sector algodonero empezó a decaer.
Ser los pioneros de la presencia griega en un país musulmán como Egipto dotó a los egipciotas de un profundo sentimiento de identidad étnica y de una conciencia nacional basada en la percepción de diferencias culturales como la lengua, la religión, las costumbres y los valores. Además, poseían una educación notable, dominio de idiomas, una honda experiencia mercantil y, sobre todo, capital y vínculos con compañías europeas que acabaron por situarles "a la vanguardia de la incorporación de Egipto a la economía capitalista mundial del siglo XIX". La contribución de la población griega a la vida económica de Egipto fue importante en diversos sectores. Los primeros bancos de Egipto fueron creados por griegos, como el Banco de Alejandría, o el Banco Anglo Egipcio (propiedad de la familia Sinadinós/Συναδινός) y el Banco General de Alejandría.

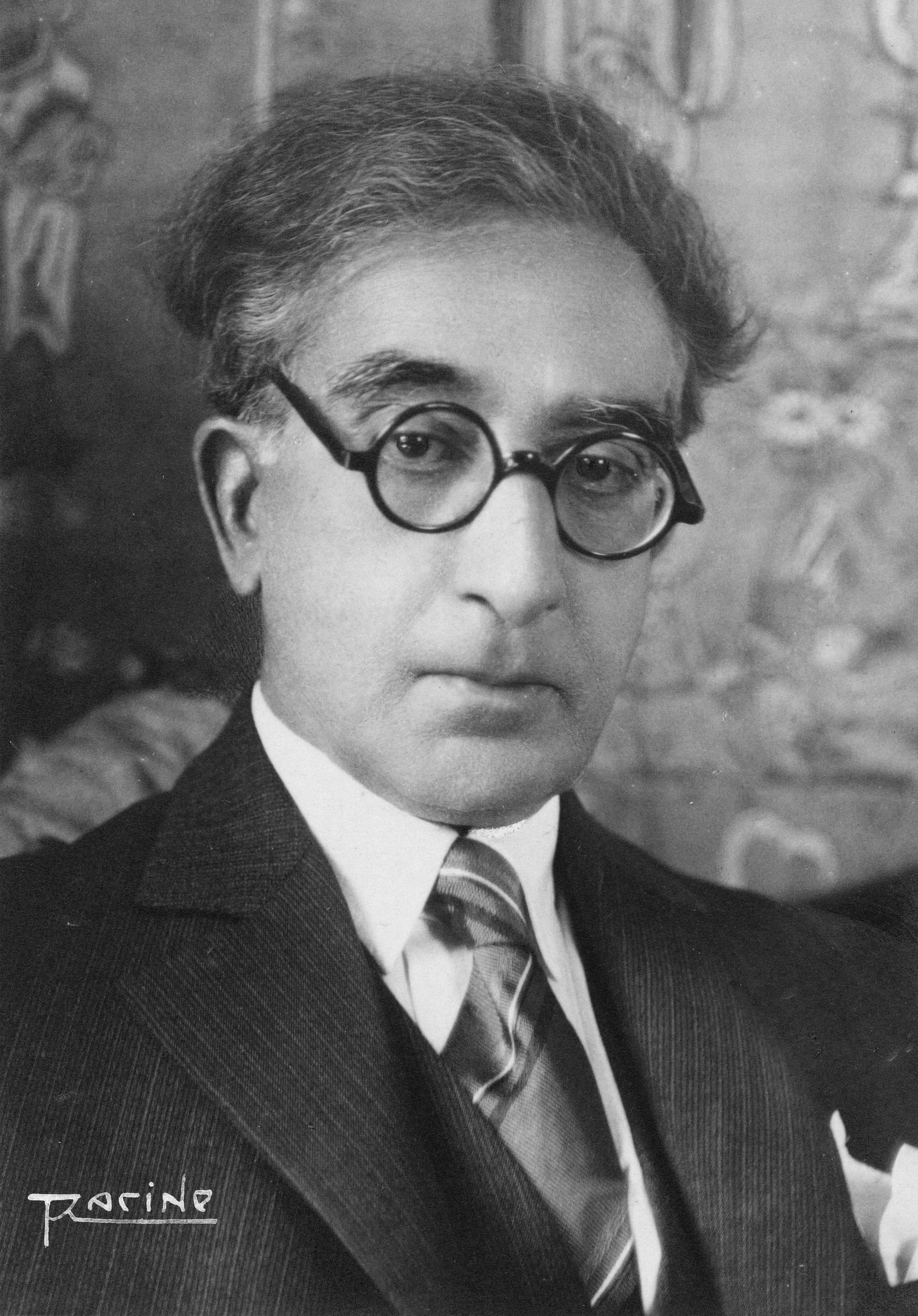
El poeta Constantino Cavafis (1863-1933) fue un exponente de la intelectualidad griega en Egipto

También había muchos teatros y cines griegos. Los principales periódicos griegos eran Tajidromos (Ταχυδρόμος o "Correo", un diario informativo) Grámata (Γράμματα) y Nea Soí (Νέα Ζωή), estas dos últimas revistas literarias publicadas en Alejandría. Canales de expresión de la intelectualidad egipciota, su actividad a veces superaba a la de las producciones culturales de la metrópolis y provocaba la admiración de sus homólogos atenienses por su espíritu abierto, cosmopolita y sensible a las corrientes literarias más actuales. Se trataba, principalmente, de escritores, poetas y críticos literarios con una actitud crítica frente a discursos como el anterior: el propio Cavafis, por ejemplo, u otros como Nicos Nicolaidis, Ceodosis Pieridis, Stratís Tsircas, Eleni Voíscu, Andonis Mártalis, o Sclirós (que fue el primer sociólogo marxista griego), entre otros.
Los agricultores griegos fueron los primeros en organizar el cultivo del algodón y el tabaco de forma sistemática y con una planificación científica. Mejoraron la cantidad y la calidad de la producción y dominaron las grandes exportaciones de estos productos. Las familias famosas eran las de Salvagos (Σαλβάγκος), Benaquis (Μπενάκης), Rodojanaquis (Ροδοχανάκης), Servudaquis (Ζερβουδάκης), Tsanaclis (Τσανάκλης) y Caravópulos (Καραβόπουλος). Las variedades de tabaco utilizadas en la producción de cigarrillos eran de producción griega, como en los cigarrillos de los hermanos Quiriasi (Κυριάζη, marca Kyriazi Frères), que fueron los primeros en exportarse.
En este sector, la clase obrera de la comunidad griega se implicó activamente en la organización de sindicatos y en el movimiento huelguístico en Egipto, una implicación que se remonta a 1899, cuando se fundó el primer sindicato de Egipto, formado por trabajadores del tabaco. La industria manufacturera del tabaco fue uno de los sectores de vital importancia de Egipto hasta la Segunda Guerra Mundial y los griegos tuvieron una presencia significativa en ella como importadores de hojas de tabaco, fabricantes, comerciantes, así como cortadores de tabaco y tabaqueros. Las huelgas en este sector se organizaron sobre el principio de solidaridad interétnica y constituyeron todo un ejemplo de acción basada en intereses de clase que trascendían consideraciones étnicas y nacionales. En palabras de Kitroeff, "[…] las huelgas en el sector manufacturero del tabaco fueron cruciales para acabar con toda división étnicaentre los obreros de la propia industria y para la unión entre los trabajadores europeos y egipcios de diferentes industrias".
Otras áreas de intensa actividad comercial greco-egipcia eran la restauración, la producción de vino, los jabones aromáticos, la carpintería y la industria gráfica. En la producción de alimentos, eran muy conocidas las industrias de pasta de Melajrinós (Μελαχροινός) y de Antoniadis (Αντωνιάδης). En la producción de queso y mantequilla, Aryiríu (Αργυρίου), Rusoglu (Ρουσσόγλου) y Paleorutas (Παλαιορούτας). En chocolates, galletas y caramelos, los nombres más conocidos eran Daloglu (Δαλόγλου), Rusos (Ρούσσος) y Repapis (Ρεπάπης). En cuanto al aceite de oliva y sus derivados, destaca Serbinis (Ζερμπίνης) con sede en Kafr Az-Zayyāt.

### Benefactores greco-egipcios
El auge de la aristocracia griega, formada por ricos industriales, comerciantes y banqueros, dio lugar a la gran ola de filantropía greco-egipcia. Estos benefactores contribuyeron con importantes sumas a la construcción de escuelas, academias, hospitales e instituciones en Egipto y Grecia.
Mijalis Tositsas donó grandes sumas para la creación de la Universidad de Atenas, el orfanato Amalíon y la Universidad Técnica Nacional de Atenas. Su esposa, Eleni Tositsa, donó el terreno para la creación del Museo Arqueológico Nacional de Atenas. George Averoff ayudó económicamente a la construcción de la Universidad Técnica Nacional de Metsovo, así como a la creación de la Escuela Militar de Evelpidon, a la reconstrucción del Estadio Panatenaico, a la Prisión de Menores y a la donación del acorazado Averoff a la Armada griega. Emmanuel Benaquis colaboró financieramente en la construcción de la Galería Nacional. Su hijo, Antonios Benaquis, fue el fundador del Museo Benaqui. Otros benefactores importantes fueron Ceodoros y Ceojaris Cótsicas, Néstor Tsanaclis, Constantino Joremis, Penélope Delta, Pantasis Vasanis y Vasilis Sivitanidis.

## El fin del protectorado británico
La ocupación de Egipto en 1882 y el posterior establecimiento del protectorado en 1914 brindaron a Gran Bretaña, si no un dominio colonial explícito, un control bajo cuerda que, en lo político, resultó ser igual de efectivo. Contener las demandas del nacionalismo egipcio y diferir la concesión de la independencia total durante el mayor tiempo posible se convirtieron en factores decisivos a la hora de planear la política británica en Egipto.
En marzo y abril de 1919 tuvieron lugar manifestaciones multitudinarias que recorrieron ciudades, pueblos y provincias para apoyar la petición de la Wafd, o "delegación nacional", formada bajo la égida de Saad Zaglul en 1918, y con la participación tanto de la población urbana como de la rural, por la que se exigía una visita a Gran Bretaña para exponer las razones para la independencia. Según Owen, "la revuelta fue suficientemente importante como para provocar un cambio importante en la política británica y una concesión unilateral de independencia limitada".
A partir de entonces, la política británica respecto a Egipto estaría marcada por lentas e intrincadas negociaciones, concesiones paulatinas y una gradual suavización en el control de los asuntos internos de Egipto con el fin de mantener intactos los intereses económicos y estratégicos y la influencia política de Gran Bretaña en la región. Regidas por esta estrategia política, las negociaciones anglo-egipcias culminaron en la Declaración de semi-independencia y en el fin del protectorado en 1922. La declaración contenía la llamada "Cláusula de los cuatro puntos de reserva", según la cual Gran Bretaña conservaba el derecho a intervenir en los asuntos egipcios con el fin de proteger las líneas de comunicación del Imperio, sus intereses estratégicos en Egipto y Sudán y, lo que es más significativo para nuestro asunto, la seguridad de las minorías extranjeras.
En este momento, la seguridad de los residentes extranjeros sería la carta marcada con la que Gran Bretaña iba a jugar su partida diplomática, y la abolición de las capitulaciones entraba ahora en las negociaciones. Su función era la de posibilitar el regateo: conceder la independencia a cambio de la aceptación, por parte de Egipto, del "compromiso de seguir siendo un satélite de Gran Bretaña en términos diplomáticos y estratégicos". Esto podría conseguirse siempre y cuando en Egipto prevaleciera un sistema de gobierno monárquico en el que los nacionalistas o bien no formasen parte del gobierno, o bien estuviesen al menos bajo control.

## Éxodo
El desplazamiento de griegos de Egipto comenzó durante la revolución egipcia de 1952. Con el ascenso del nuevo régimen gobernante de Gamal Abdel Náser, el auge del panarabismo y el nacionalismo, y la nacionalización de muchas industrias a partir de 1957, la gran mayoría de los egipciotas abandonaron el país entre las décadas de 1950 y 1970. Muchos de ellos emigraron a Australia, Estados Unidos, Canadá, Sudáfrica, Europa Occidental y Grecia. Como consecuencia, muchas escuelas, iglesias, pequeñas comunidades e instituciones griegas dejaron de funcionar. Las guerras árabe-israelíes de 1956 y 1967 contribuyeron al desarraigo de la importante comunidad griega en las ciudades del canal de Suez, especialmente en Puerto Saíd.

## En la actualidad

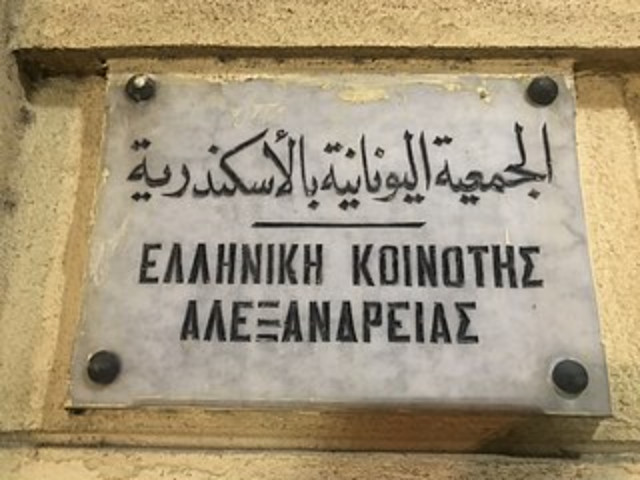
Placa en la fachada de la sede de la comunidad griega de Alejandría

En la actualidad, la comunidad griega cuenta oficialmente con unos 5.000 habitantes, pero hay estimaciones independientes que indican que el número real es mayor, según algunas significativamente, ya que muchos griegos cambiaron su nacionalidad oficial por la egipcia para poder continuar con sus actividades económicas. En Alejandría, sede del patriarcado, la escuela teológica ha reabierto tras 480 años de cierre. La iglesia de San Nicolás de El Cairo y varios otros edificios han sido renovados recientemente a expensas del Estado griego, y la catedral de la Anunciación de Alejandría ha sido restaurada con el patrocinio de la Fundación Alexander Onasis.
Desde la década de 2000, el interés del gobierno egipcio por reforzar las relaciones diplomáticas y militares con Grecia se ha visto incrementado, lo que ha mejorado las condiciones de la diáspora griega en el país, que recibe frecuentes visitas de muchos políticos griegos. Las relaciones económicas están bien desarrolladas entre Egipto y Grecia, y hay una cantidad importante de inversiones griegas en el país. En 2009 se firmó un memorando de entendimiento de cinco años entre el Centro Nacional de Investigación en Ciencias Naturales Demócrito de Atenas y la Universidad de Alejandría, relativo a la investigación en el campo de la arqueometría. El gobierno egipcio ha declarado que desea ofrecer incentivos a los griegos repatriados para que regresen a Egipto, pero hasta ahora no ha habido ninguna respuesta reseñable.

## Filmografía
- Avgeropoulos, Y. (2012). Egypt: The Other Homeland [Documental]. Al Jazeera
- Navarrete, L. (2022). Griegos por el mundo: Egipto [YouTube]